# Гедвіґа Кон
Гедвіґа Кон (нім. Hedwig Kohn) (5 квітня 1887, Бреслау — 26 листопада 1964, Дарем (Північна Кароліна, США) — німецька фізикиня, одна з трьох жінок, які були габілітовані з фізики в Німеччині до Другої світової війни (разом з Лізою Майтнер та Гертою Шпонер). Через єврейське походження в період нацизму вимушено емігрувала в США, де продовжила академічну кар'єру як професор з фізики до кінця життя.

## Життєпис

### Ранні роки
Народилася Гедвіґа Кон 5 квітня 1887 року в єврейській родині в Бреслау (нині Вроцлав, Польща). Її батько Георг Кон був оптовим торгівцем тонким сукном, а мати Хелен Ганке походила із заможної родини.
1906 року Гедвіґа Кон розпочала навчання в університеті Бреслау, спочатку як запрошена студентка, оскільки на той час жінки в Німецькій імперії не були допущені до здобуття університетської освіти. Рік по тому жінкам було офіційно дозволено здавати іспити на атестат за середню освіту. Вона стала другою жінкою, яка вступила на фізичний факультет цього університету.
1913 року Кон отримала отримала ступінь доктора філософії з фізики, захистивши дисертаційну роботу на тему «Про природу випромінювання парів металів, які світяться в полум'ї» (нім. Über das Wesen der Emission der in Flammen leuchtenden Metalldämpfe), яку виконала під керівництвом професора Отто Луммера. Незабаром вона була призначена в Фізичному інституті університету асистенткою Луммера. Кон з 1914 року вела лабораторні й семінарські заняття, консультувала аспірантів, але доки не отримала габілітації в 1930 році не могла читати лекції. Коли більшість її колег-чоловіків були призвані до армії на початку Першої світової війни, вона залишилася в Фізичному інституті, викладаючи та консультуючи, незважаючи на свою молодість, докторантів. За цю діяльність навіть отримала після війни медаль.
Вона продовжувала працювати з Отто Луммером над кількісним визначенням інтенсивності світла як від широкосмугових джерел, таких як «чорне тіло», так і від дискретних ліній випромінювання атомів і молекул. Співпрацювали вони і над новим виданням підручника з фізики Мюллера-Пуйє. За її значний внесок у цю роботу 1930 року Кон здобула габілітацію. Трохи пізніше вона стала приват-доцентом. Лише з 1920 року жінки в прусських університетах отримали допуск до габілітації, яка надавала право на викладання в університетах і набуття звання доцента. За межами території Пруссії жінки отримали це право з 1918 року. Першими жінками, які скористалися цим правом були фізикиня Ліза Майтнер, математикиня Еммі Нетер .

### У нацистській Німеччині
З приходом до влади 1933 року націонал-соціалістів Гедвіґа Кон була звільнена з посади як особа єврейської національності. 1935 року завдяки фінансуванню США вона змогла провести три місяці Швейцарії в обсерваторії в Арозі, де проводила вимірювання інтенсивності ультрафіолетових променів на сонці. Проте, цей візит не переріс у постійну роботу. До 1938 року їй довелося виживати за рахунок нерегулярних контрактів на прикладні дослідження в галузі освітлення, після чого вона опинилася без роботи та фінансових засобів, ледь не стала жертвою Голокосту. Її єдиного брата вивезли до Ковно, де він загинув.

### В еміграції
Пошуки праці за кордоном проходили складно. Хоча вона була хорошим і шанованим фізиком, проте все ж не була всесвітньо відомою. Труднощі виникали через її німецьке громадянство, час Велику депресію, вік, стать. Велику допомогу в пошуках посади в США надала їй Герта Шпонер. Завдяки її старанням Кон отримала гарантії викладацьких посад в трьох американських коледжах. 1939 року отримала візу до Великобританії, яка була анульована через початок війни. Через деякий час їй удалося отримати візу до Швеції, куди вона виїхала в липні 1940 року. Її непростий і тривалий шлях до США проходив через Стокгольм, Ленінград, Москву, Владивосток, Йокогаму, Сан-Франциско, Чикаго. Коли нарешті після такої важкої подорожі прибула до США була фізично вичерпана й поважно хвора. Після виздоровлення розпочала викладацьку працю в жіночому коледжі Університету Північної Кароліни в Грінсборо (Північна Кароліна), де працювала півтора року.
1942 року вона перейшла в коледж Веллслі, де 1945 року отримала посаду доцента й створила лабораторію променевої фотометрії. Через три роки в 1952 році посіла посаду професора в університеті Дюка, знову за сприяння Шпонер, яка там працювала професором фізичного факультету. 
Коли Гедвіґа Кон вийшла на пенсію у віці 65 років, Герта Шпонер запропонувала їй посаду наукового працівника в Університеті Дьюка. Кон створила лабораторію фотометрії, в якій продовжувала проводити дослідження, консультувала студентів і аспірантів майже до самої смерті. Померла Гедвіґа Кон 26 листопада 1964 року в Даремі.
Гедвіґа Кон залишила після себе добрий слід і пам'ять. Її спеціальністю була оптика, вона також працювала над методами пірометрії та спектрометрії, а також над розробленням джерел світла. По цій тематиці вона опублікувала більше 20 статей, сотні сторінок підручника для студентів в галузі радіометрії, отримала один патент.
Вона була обрана членом низки професійних товариств, як от Американського фізичного товариства, Почесного товариства Sigma Xi (англ. The Scientific Research Honor Society), Американської асоціації вчителів фізики. 
З нагоди 132-річчя від дня народження Google присвятив Гедвізі Кон дудл.